# The King (Enter Shikari)
The King (stilizzato come thē kĭñg) è un singolo del gruppo musicale britannico Enter Shikari, pubblicato l'8 marzo 2020 come secondo estratto dal sesto album in studio Nothing Is True & Everything Is Possible.

## Descrizione
Il sito web Kill Your Stereo descrive la canzone come «una critica alla mentalità della vendetta», e un mix delle sonorità synth rock di The Spark e di quelle dubstep di Tribalism e A Flash Flood of Colour.
Lo stesso Rou Reynolds, frontman degli Enter Shikari, asserisce che il brano parla della «ridicola natura della vendetta», e diverse frasi in esso si riferiscono a «come cerchiamo tutti di fare i duri, per poi finire nella maggior parte delle volte a risultare ridicoli».

## Tracce
Testi di Rou Reynolds, musiche degli Enter Shikari.
1. The King – 2:48

## Formazione
- Rou Reynolds – voce, tastiera, programmazione, tromba
- Rory Clewlow – chitarra, voce secondaria
- Chris Batten – basso, voce secondaria
- Rob Rolfe – batteria, percussioni, cori